# Appendektomie

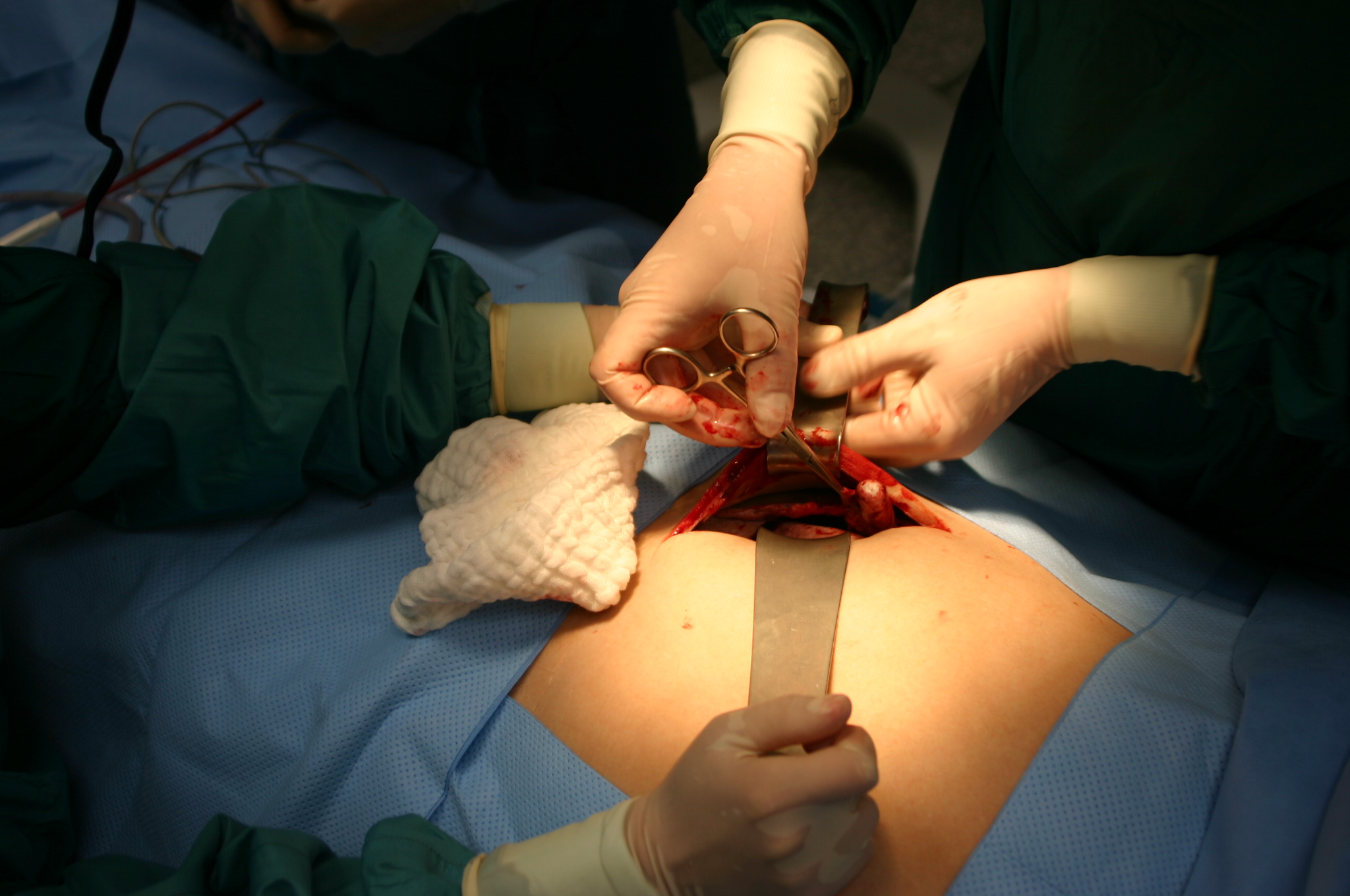
Laufende Appendektomie

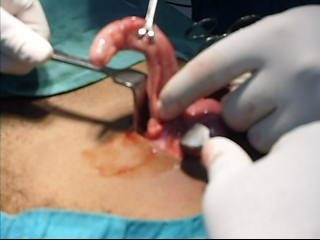
Entzündete Appendix

Die Appendektomie ist die operative Entfernung der Appendix vermiformis, des Wurmfortsatzes am Blinddarm. Der umgangssprachlich verwendete Begriff „Blinddarmentfernung“ ist irreführend, da der Blinddarm selbst nur in seltenen Fällen mit entfernt werden muss.

## Indikation
Der klinische Verdacht auf akute Appendizitis ist die häufigste und dringlichste Indikation zur Appendektomie.
Rezidivierende, untypische rechtsseitige Unterbauchbeschwerden führen nach Ausschluss einer anderen Erkrankung (Salpingitis, Zystitis etc.) ebenfalls zu einer Appendektomie-Indikation.
Tumoröse Veränderungen (Appendix-Karzinoid) sind oft symptomfrei und fallen bei Operationen aus anderen Gründen auf. Sie stellen dann ebenfalls eine Indikation zur Appendektomie dar.
Die prophylaktische Appendektomie z. B. vor längeren Aufenthalten in medizinisch unterversorgten Gebieten wird kontrovers diskutiert, aber dennoch gelegentlich ausgeführt.

## Operationsprinzip
Die Blutversorgung der Appendix vermiformis über die Mesoappendix (früher Mesenteriolum) wird durch Unterbindung oder Elektrokoagulation unterbrochen und durchtrennt. Die Appendix wird dann an der Basis, das heißt am Übergang von der Appendix zum Blinddarm (Caecum) unterbunden und abgesetzt. Die Unterbindung erfolgt beim konventionellen Verfahren mittels resorbierbarem Faden, beim laparoskopischen Vorgehen wird dieser als Röder-Schlinge eingesetzt. Alternativ kommt hier auch die Anwendung eines Staplers in Frage. Der Stumpf kann durch eine Tabaksbeutelnaht in das Caecum eingestülpt oder nach Desinfektion belassen werden.
Bei hochgradig entzündlichen Befunden wird eine Zieldrainage eingebracht.

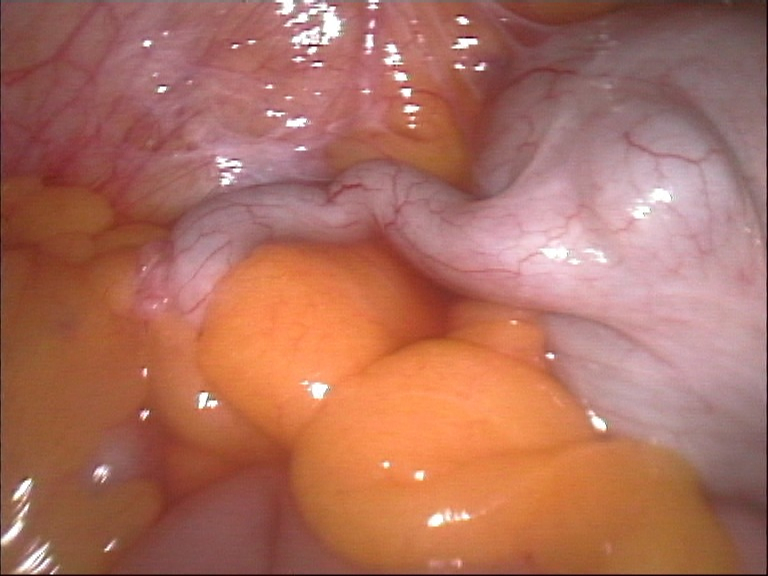
Appendix vermiformis vor einer laparoskopischen Entfernung
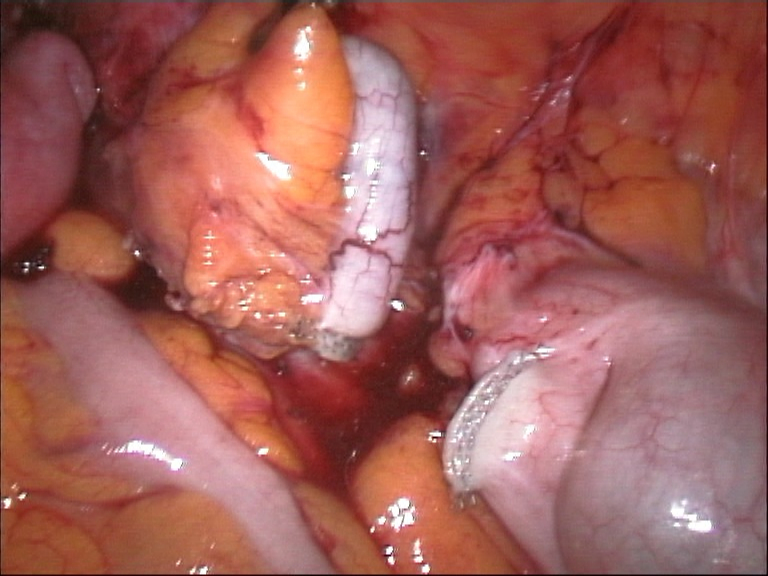
Appendix vermiformis nach der Abtrennung mit dem Stapler
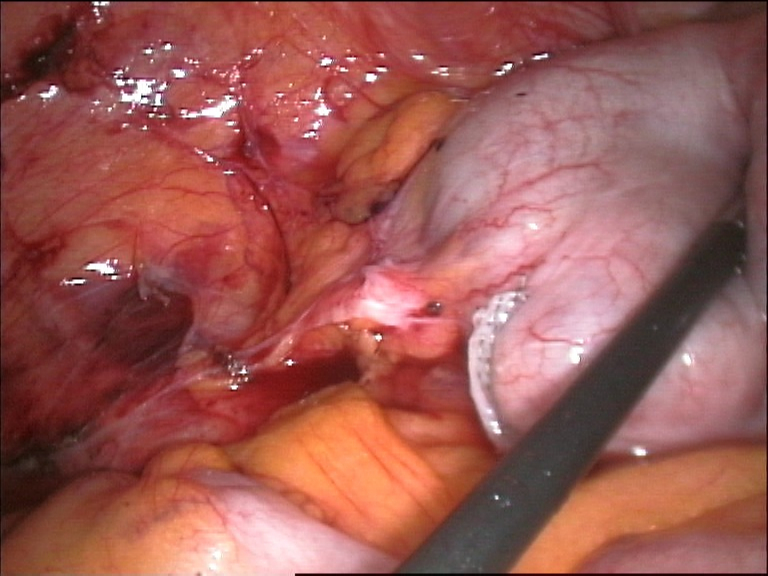
Caecum am Ende der Operation

## Zugangswege
Der Zugang erfolgt über Laparotomie oder Laparoskopie. Man spricht daher von konventioneller und laparoskopischer Appendektomie.

### Konventioneller Zugang
Typisch:
- Wechselschnitt nach McBurney (1894[1]): Kurzer Schrägschnitt am rechten Unterbauch, Eröffnen der Faszie, die Fasern der Bauchmuskulatur (M. rectus abdominis, M. obliquus externus abdominis, M. obliquus internus abdominis) werden in ihrem Verlauf auseinandergedrängt, Darstellen und Eröffnen des Bauchfells. Wurde im Volksmund auch „Bikinischnitt“ genannt.
- Pararectalschnitt: wie oben, allerdings wird an der seitlichen Begrenzung des M. rectus abdominis eingegangen.
- Transrectalschnitt: Längsschnitt am rechten Unterbauch, Längsspaltung des M. rectus abdominis. Dieser Schnitt wird bei adipösen Patienten oder höchst akuten / unklaren Befunden bevorzugt, da er sich nach Belieben verlängern lässt.

Atypisch:
- Unterbauch-Mittelschnitt (mediale Laparotomie): Bei unklarer Diagnose oder großer Wahrscheinlichkeit schwerwiegender Verwachsungen.

### Laparoskopischer Zugang
Der Zugang für die Optik wird üblicherweise knapp unterhalb des Nabels mit einem ca. 10 mm langen Hautschnitt angelegt. Zwei Arbeitszugänge (5 mm und 10 mm) werden am Unterbauch an der oberen Grenze der Schambehaarung angelegt.

## Risiken und Komplikationen

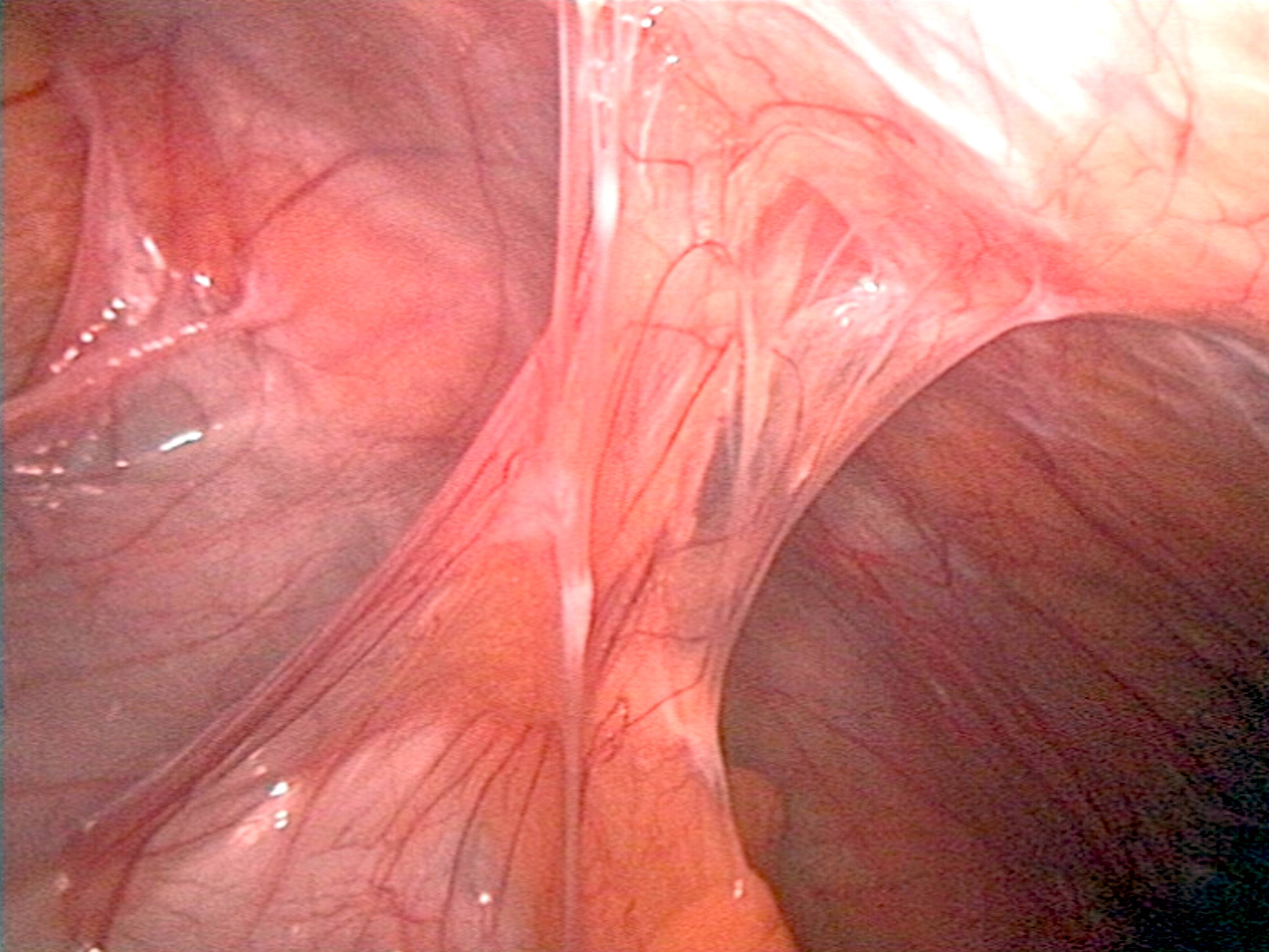
Adhäsionen nach Appendektomie

Typische Komplikationen und damit Risiken der Appendektomie sind: Insuffizienz des Appendix-Stumpfes (also das Nichthalten der Naht) mit nachfolgendem Abszess oder gar eitriger Bauchfellentzündung (Peritonitis); Wundinfektion (vor allem bei Perforation der Appendix durch intraoperative Verschleppung von Erregern in die Bauchdecken), Verwachsungen, gelegentlich mit der Folge eines Darmverschlusses (Ileus), (Nach-)Blutung, Verletzung von Darm, Harnleiter oder anderen Nachbarorganen, Narbenbruch.

## Vergleich konventionelles/laparoskopisches Verfahren

### Vorteile des laparoskopischen Verfahrens
- Kosmetisch mäßig überlegen

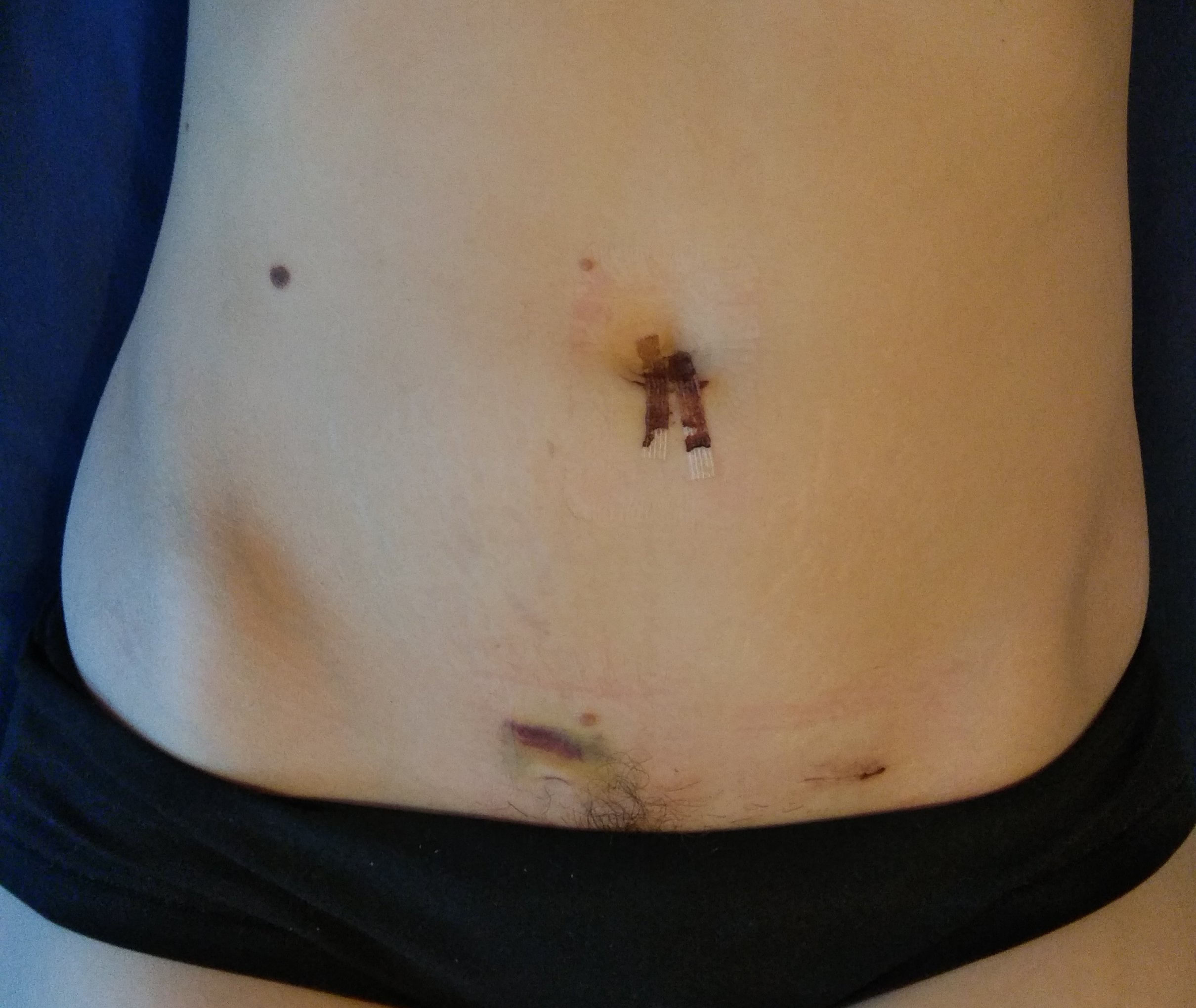
Wundheilung nach einer laparoskopischen Appendektomie – zehn Tage nach dem Eingriff.

- Möglichkeit der Diagnostik des gesamten Abdomens, vor allem Absicherung der Differentialdiagnose Salpingitis, Ovarialzyste
- Geringere Rate an Wundheilungsstörungen
- Schnellere Rekonvaleszenz
- Selteneres Auftreten von Narbenhernien (Narbenbrüchen)

### Vorteile des konventionellen Verfahrens
- Geringerer apparativer Bedarf
- Einfachere Möglichkeit der Eingriffserweiterung

Die Kosten der beiden Verfahren unterscheiden sich – bei Einsatz der Röder-Schlinge (laparoskopisch) – nur marginal; das laparoskopische Instrumentarium ist in jeder Klinik im deutschsprachigen Raum vorhanden.

## Geschichte
Die erste Appendektomie gelang Claudius Amyand, dem Chirurgen von Georg II., eher zufällig bei einem elfjährigen Jungen. Sie erfolgte 1735 am St. George’s Hospital in London. Die erste zielbewusste Appendektomie zur Vermeidung einer Perforation erfolgte ebenfalls in London, 1848 durch Henry Hancock (1809–1880). 1880 folgte Robert Lawson Tait, am 14. Februar 1884 Rudolf Ulrich Krönlein in Zürich, dessen 17-jähriger, stark geschwächter Patient jedoch zwei Tage nach der Operation starb, und 1886 erfolgreich der Amerikaner Hall. In Berlin führte Max Schüller (1843–1907) 1889 die erste erfolgreiche Appendektomie Deutschlands aus. Die Frühoperation der Blinddarm- bzw. Wurmfortsatzentzündung mittels Entfernung des Wurmfortsatzes, welche der Amerikaner und Nichtchirurg sowie Namensgeber der „Perityphlitis“ Reginald Heber Fitz 1886 gefordert hatte, setzte sich seit 1910 zunehmend und in Deutschland erst durch, nachdem der Reichspräsident Friedrich Ebert 1925 an einer Appendixperforation (Blinddarmdurchbruch) gestorben war. Der russische Chirurg Leonid Rogosow appendektomierte sich 1961 selbst.
Die laparoskopische Appendektomie wurde am 13. September 1980 weltweit erstmals an der Christian-Albrechts-Universität zu Kiel durch den Gynäkologen Kurt Semm durchgeführt. Damals war die therapeutische operative Laparoskopie noch heftig umstritten. Noch 1981 forderte der Präsident der Deutschen Gesellschaft für Chirurgie nach Semms Vortrag über die laparoskopische Appendektomie in einem Brief an den Vorstand der Deutschen Gesellschaft für Gynäkologie und Geburtshilfe, Kurt Semm die Approbation zu entziehen. Eine wissenschaftliche Veröffentlichung über die laparoskopische Appendektomie im American Journal of Obstetrics and Gynecology wurde mit der Begründung, die Technik sei unethisch, abgelehnt.
In Deutschland ging die Zahl der Operationen von 156.654 (im Jahr 2000) auf 99.024 (im Jahr 2017) zurück.

## Forschung
Eine Studie von 2014 am Universitätsklinikum Turku hat gezeigt, dass die Behandlung mit Antibiotika in einigen Fällen eine operative Blinddarmentfernung überflüssig machen kann. Es ist jedoch unklar, ob dieses Vorgehen letztlich einen Vorteil für die Patienten bringt.